# Hockey op de Gemenebestspelen 2006 - Mannen
De derde editie van het hockeytoernooi van de Gemenebestspelen voor mannen had plaats op de Gemenebestspelen van 2006 in het State Netball and Hockey Centre in Melbourne, Australië. Het toernooi liep van 17 tot en met 26 maart. Tien landen namen deel. Australië verdedigde met succes zijn titel.

## Resultaten

### Eerste ronde
De beste twee landen plaatsen zich voor de halve finale

#### Groep A
| Team          | GS | W | G | V | DV | DT | +/− | Pnt |
| ------------- | -- | - | - | - | -- | -- | --- | --- |
| Australië     | 4  | 4 | 0 | 0 | 20 | 5  | +15 | 12  |
| Engeland      | 4  | 3 | 0 | 1 | 13 | 10 | +3  | 9   |
| Nieuw-Zeeland | 4  | 2 | 0 | 2 | 14 | 10 | +4  | 6   |
| Schotland     | 4  | 1 | 0 | 3 | 4  | 15 | –11 | 3   |
| Canada        | 4  | 0 | 0 | 4 | 3  | 16 | –13 | 0   |

| 17 maart 2006 |     |               |
| Nieuw-Zeeland | 3–4 | Engeland      |
| Australië     | 5–1 | Schotland     |
| 18 maart 2006 |     |               |
| Nieuw-Zeeland | 4–1 | Canada        |
| Schotland     | 1–3 | Engeland      |
| 19 maart 2006 |     |               |
| Canada        | 1–5 | Australië     |
| 20 maart 2006 |     |               |
| Nieuw-Zeeland | 5–0 | Schotland     |
| 21 maart 2006 |     |               |
| Australië     | 5–1 | Engeland      |
| Canada        | 0–2 | Schotland     |
| 22 maart 2006 |     |               |
| Canada        | 1–5 | Engeland      |
| Australië     | 5–2 | Nieuw-Zeeland |

#### Groep B
| Team               | GS | W | G | V | DV | DT | +/− | Pnt |
| ------------------ | -- | - | - | - | -- | -- | --- | --- |
| Pakistan           | 4  | 3 | 1 | 0 | 18 | 8  | +10 | 10  |
| Maleisië           | 4  | 2 | 1 | 1 | 16 | 8  | +8  | 7   |
| India              | 4  | 2 | 1 | 1 | 14 | 6  | +8  | 7   |
| Zuid-Afrika        | 4  | 1 | 1 | 2 | 8  | 6  | +2  | 4   |
| Trinidad en Tobago | 4  | 0 | 0 | 4 | 3  | 31 | –28 | 0   |

| 17 maart 2006      |      |                    |
| India              | 1–1  | Maleisië           |
| Trinidad en Tobago | 1–6  | Zuid-Afrika        |
| 18 maart 2006      |      |                    |
| Pakistan           | 4–1  | India              |
| Trinidad en Tobago | 0–8  | Maleisië           |
| 19 maart 2006      |      |                    |
| Pakistan           | 1–1  | Zuid-Afrika        |
| 20 maart 2006      |      |                    |
| India              | 10–1 | Trinidad en Tobago |
| 21 maart 2006      |      |                    |
| Maleisië           | 2–1  | Zuid-Afrika        |
| Trinidad en Tobago | 1–7  | Pakistan           |
| 22 maart 2006      |      |                    |
| India              | 2–0  | Zuid-Afrika        |
| Pakistan           | 6–5  | Maleisië           |

### Kruisingswedstrijden
Halve finale
| Australië | 6 | - | Maleisië | 0 |
| Pakistan  | 2 | - | Engeland | 1 |

### Plaatsingswedstrijden
Om de negende plaats
| Canada | 2 | - | Trinidad en Tobago | 0 |

Om de zevende plaats
| Zuid-Afrika | 1 | - | Schotland | 2 |

Om de vijfde plaats
| India | 1 | - | Nieuw-Zeeland | 2 |

Om de derde plaats
| Maleisië | 2 | - | Engeland | 0 |

Finale
| Australië | 1 | - | Pakistan | 0 |

### Eindrangschikking
| pos    | land               |
| ------ | ------------------ |
| Goud   | Australië          |
| Zilver | Pakistan           |
| Brons  | Maleisië           |
| 4      | Engeland           |
| 5      | Nieuw-Zeeland      |
| 6      | India              |
| 7      | Schotland          |
| 8      | Zuid-Afrika        |
| 9      | Canada             |
| 10     | Trinidad en Tobago |

Kuala Lumpur 1998 (mannen, vrouwen) · 
Manchester 2002 (mannen, vrouwen) · 
Melbourne 2006 (mannen, vrouwen) · 
Delhi 2010 (mannen, vrouwen) · 
Glasgow 2014 (mannen, vrouwen)
Atletiek · Badminton · Basketbal · Boksen · Bowls · Gewichtheffen · Hockey · Mountainbike · Netball · Ritmische gymnastiek · Rugby Sevens · Schietsport · Schoonspringen · Squash · Synchroonzwemmen · Tafeltennis · Triatlon · Turnen · Wielersport (baan · weg) · Zwemmen